# Янув (гміна, Ченстоховський повіт)
Гміна Янув (пол. Gmina Janów) — сільська гміна у південній Польщі. Належить до Ченстоховського повіту Сілезького воєводства.
Станом на 31 грудня 2011 у гміні проживало 5989 осіб.

## Територія
Згідно з даними за 2007 рік площа гміни становила 146.96 км², у тому числі:
- орні землі: 45.00%
- ліси: 50.00%

Таким чином, площа гміни становить 9.67% площі повіту.

## Населення
Станом на 31 грудня 2011:
| Опис     | Загалом | Загалом | Чоловіки | Чоловіки | Жінки | Жінки |
| -------- | ------- | ------- | -------- | -------- | ----- | ----- |
| одиниця  | осіб    | %       | осіб     | %        | осіб  | %     |
| все      | 5989    | 100     | 3004     | 50.16    | 2985  | 49.84 |
| міське   | 0       | 100     | 0        |          | 0     |       |
| сільське | 5989    | 100     | 3004     | 50.16    | 2985  | 49.84 |

## Сусідні гміни
Гміна Янув межує з такими гмінами: Жаркі, Лелюв, Мстув, Неґова, Ольштин, Пширув.